# The Frantic Four Reunion 2013 - Live At O2 Academy in Glasgow
The Frantic Four Reunion 2013 - Live At O2 Academy in Glasgow è un album dal vivo della rock band inglese Status Quo, pubblicato nel settembre del 2013. Si tratta di un doppio album in vinile.

## Tracce
Disco 1 lato A
1. "Junior s Wailing" - 4:15 - (Pugh/White)
2. "Backwater" - 4:20 - (Lancaster/ParfittYoung)
3. "Just Take Me" - 4:26 - (Lancaster/Parfitt)
4. "Is There A Better Way" - 3:49 - (Rossi/Lancaster)
5. "In My Chair" - 3:12 - (Rossi/Young)

Disco 1 lato B
1. "Blue Eyed Lady" - 3:56 - (Lancaster/Parfitt)
2. "Little Lady" - 3:09 - (Parfitt)
3. "Most Of The Time" - 3:13 - (Rossi/Young)
4. "(April) Spring, Summer and Wednesdays" - 4:12 - (Rossi/Young)
5. "Railroad" - 5:48 - (Rossi/Young)

Disco 2 lato A
1. "Oh Baby" - 4:43 - (Parfitt/Rossi)
2. "Forty-Five Hundred Times" - 5:10 - (Rossi/Parfitt)
3. "Rain" - 5:08 - (Parfitt)
4. "Big Fat Mama" - 5:27 - (Rossi/Parfitt)

Disco 2 lato B
1. "Down Down" - 5:33 - (Rossi/Young)
2. "Roadhouse Blues" - 7:39 - (Manzarek/Densmore/Morrison/Krieger)
3. "Don't Waste My Time" - 4:19 - (Rossi/Young)
4. "Bye Bye Johnny" - 5:58 - (Berry)

## Formazione
- Francis Rossi (chitarra solista, voce)
- Rick Parfitt (chitarra ritmica, voce)
- Alan Lancaster (basso, voce)
- John Coghlan (percussioni)
- Bob Young (armonica a bocca)